# Присосковые

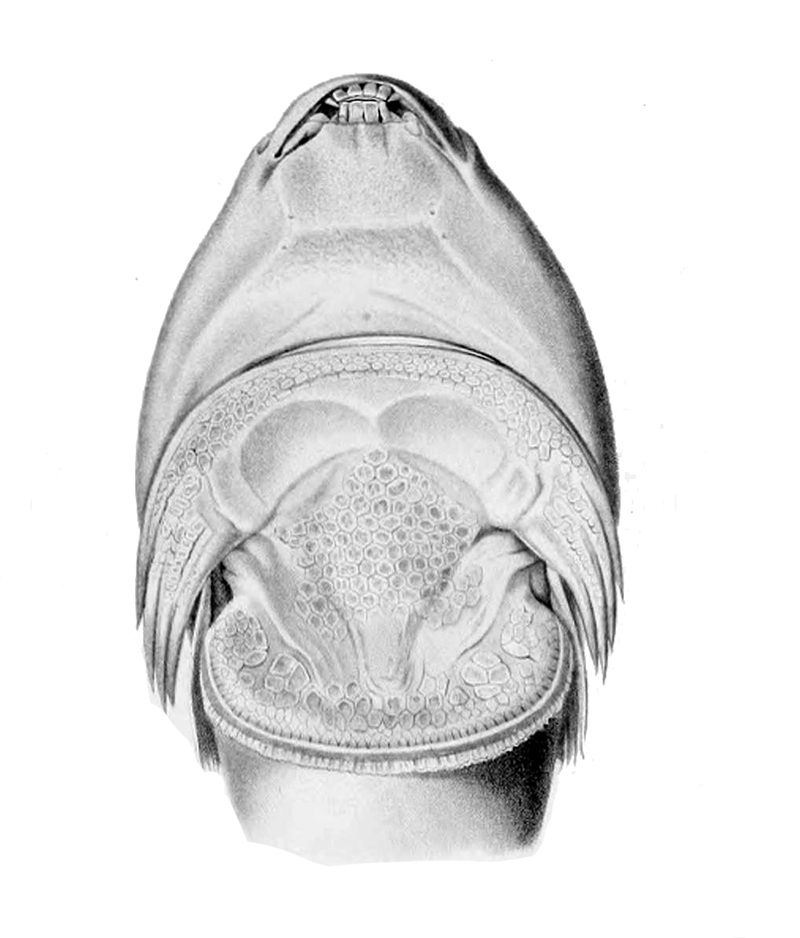
Присосковый диск

Присосковые (лат. Gobiesocidae) — семейство морских лучепёрых рыб монотипического отряда присоскообразных (Gobiesociformes). В состав семейства включают 47 родов и около 169 видов. Его представители широко распространены в тропических, субтропических и умеренно тёплых водах.
Как правило, мелкие рыбки, причём большинство видов менее 6 сантиметров в длину. Они имеют узкое тело с одним спинным плавником и плоской головой. У большинства видов брюшные плавники были изменены в присосковый диск. Боковая линия хорошо развита, но не распространяется на заднюю часть тела.
Присосковые — морские донные прибрежные рыбы длиной от 16 мм до 30 см, некоторые виды не пренебрегают эстуарными опреснёнными водами, и только некоторые тропические виды перешли к жизни в пресных водах. Плавают плохо. Большую часть времени проводят прикрепившись ко дну, камням, створкам раковин моллюсков и подводной растительности. На эти же предметы откладывают и свою икру, охраняя её в течение периода развития. Многие виды населяют литораль, некоторые спускаются до глубины в несколько сотен метров. Очень хорошо переносят обсыхания: могут несколько дней обходиться без воды. Их окраска чаще всего носит маскировочный характер. Питаются присосковые мелкими донными беспозвоночными. Промышленного значения не имеют.

## Классификация
Подсемейство Cheilobranchinae
- Alabes — Алабесы

Подсемейство Gobiesocinae
- Acyrtops
- Acyrtus
- Apletodon
- Arcos (fish) — Аркосы
- Aspasma
- Aspasmichthys
- Aspasmodes
- Aspasmogaster
- Briggsia (fish)
- Chorisochismus
- Cochleoceps
- Conidens
- Creocele
- Dellichthys
- Derilissus
- Diademichthys
- Diplecogaster
- Diplocrepis
- Discotrema
- Eckloniaichthys
- Gastrocyathus
- Gastrocymba
- Gastroscyphus
- Gobiesox
- Gouania
- Gymnoscyphus
- Haplocylix
- Kopua
- Lecanogaster
- Lepadichthys
- Lepadicyathus
- Lepadogaster
- Liobranchia
- Lissonanchus
- Modicus
- Nettorhamphos Conway et al., 2017.
- Opeatogenys
- Parvicrepis
- Pherallodichthys
- Pherallodiscus
- Pherallodus
- Posidonichthys
- Propherallodus
- Rimicola
- Sicyases
- Tomicodon
- Trachelochismus

Подсемейство Protogobiesocinae
- Lepadicyathus
- Protogobiesox [4]